# Ted Kelly
Pour les articles homonymes, voir Kelly.
Ted Kelly était un tromboniste de jazz américain des années 1940 à 1960 ; il a notamment joué et enregistré avec Dizzy Gillespie, Duke Ellington, Lester Young, Russell Procope, Ernie Royal, accompagné Ella Fitzgerald, Hadda Brooks. Il enregistra 30 albums entre 1948 et 1966.

## Discographie (incomplète)
- Ella Fitzgerald - Royal Roost Sessions with the Ray Brown Trio ; Label : Cool & Blue (1946) 2004
- Lester Young and His Orchestra ; Label : Royal Roost 1948
- Ernie Royal - Accent on Trumpet, Ernie Royal, Ted Kelly, Russell Procope ; Label : Fresh Sound
- The Complete RCA Victor Recordings: 1937-1949 - Dizzy Gillespie ; Label : RCA 1995
- Ken Burns Jazz: The Story of America's Music ; Label : Sony 2000
- Golden Years of Jazz 1940-1947 ; Label : Promo Sound 2006
- Little Jazz Giant - Roy Eldridge ; Label: Avid Records 2004